# Янка Нёманский
Янка Нёманский (бел. Янка Нёманскі, настоящее имя Иван Андреевич Петрович (бел. Іван Андрэевіч Пятровіч); 31 марта (12 апреля) 1890, село Щорсы, Новогрудский уезд, — 30 октября 1937, Минск; псевдоним: Неманский; криптонимы: И. П., Я. Н-ски) — советский прозаик, публицист, экономист, общественный деятель. Действительный член АН БССР (1928).

## Биография

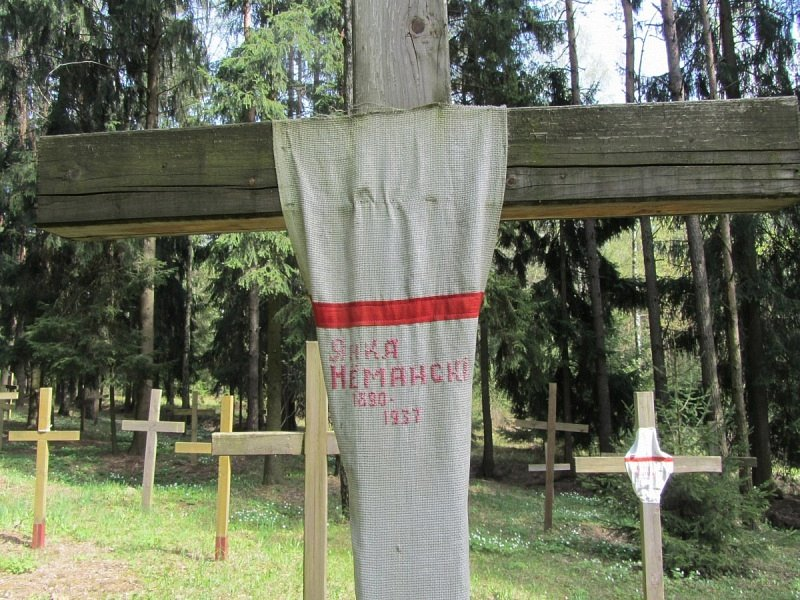
Памятный крест в Куропатах

Окончил Несвижскую учительскую семинарию (1909); в 1915—1916 и 1918 годах учился на историко-филологическом факультете Петроградского университета. В 1916 году мобилизован в армию, направлен в школу прапорщиков. В 1918 году заведующий издательского отдела Белорусского национального комиссариата. В 1918—1919 годах вместе с Ц. Гартным издавал газету «Денница», где с 1918 года начал печатать публицистические произведения. В 1919—1921 годах в Красной Армии. С 1922 года в Минске; работал в планово-экономических органах. Заместитель председателя Госплана БССР. В 1927—1932 годах член правления литературного объединения «Пламя». Член Инбелкульта. Академик БелАН с 1928 года. В 1929—1931 годах — неизменный секретарь БелАН. С 1931 года заведующий отделом экономики НИИ промышленности. С 1931 по 1932 год — директор Института экономики БелАН. В 1933—1936 годах возглавлял кафедру финансовых дисциплин в Белорусском государственном институте народного хозяйства.
Арестован 26 апреля 1937 года. 29 октября 1937 года Военной коллегией Верховного суда СССР приговорен к расстрелу. Реабилитирован 16 марта 1957 года.

## Творчество
Дебютировал рассказом «Над Кроманью» в 1922 году (журнал «Полымя»). На протяжении 1928—1930 годов писал роман «Хищники», который остался незаконченным (рукопись 2-й части была сожжена сотрудниками НКВД после ареста).